# Princesse Sela
Princesse Sela (active vers 400–420) est une princesse et pirate viking.

## Éléments biographiques
Sela est une princesse viking du Ve siècle, la sœur du roi Koller de Norvège.
Lorsque son frère, qu'elle méprise, accède au trône, elle décide d'entrer en piraterie. Elle attaque alors de nombreux bateaux dans l'océan Atlantique Nord, gagnant en réputation et amassant des trésors. Elle est décrite comme une « guerrière habile et expérimentée dans l'art de l'aviron ».
Gêné par la gloire que connaît son rival Horwendill, ancien roi du Jutland devenu pirate, le roi Koller décide de l'attaquer. Il mène sa flotte au combat mais il est défait et tué. Sela, ayant été informée de son plan d'attaque, et toujours aiguisée par sa haine pour son frère, le poursuit pour s'emparer du butin. Mais Horwendill défait et tue également la princesse.